# Dave Thomas (basket-ball)
Pour les articles homonymes, voir Thomas et Dave Thomas.
David « Dave » Thomas, né le 4 décembre 1976, à Brampton, au Canada, est un ancien joueur canadien de basket-ball. Il évolue durant sa carrière au poste d'ailier.

## Palmarès
- Champion NCAA 2000